# Heterachthes rubricolor
Heterachthes rubricolor là một loài bọ cánh cứng trong họ Cerambycidae.